# Epigamia noroi
Epigamia noroi is een borstelworm uit de familie Syllidae. Het lichaam van de worm bestaat uit een kop, een cilindrisch, gesegmenteerd lichaam en een staartstukje. De kop bestaat uit een prostomium (gedeelte voor de mondopening) en een peristomium (gedeelte rond de mond) en draagt gepaarde aanhangsels (palpen, antennen en cirri). Epigamia noroi werd in 1964 voor het eerst wetenschappelijk beschreven door Minoru Imajima en Olga Hartman.

## Verspreiding
De borstelworm Epigamia noroi is inheems in het noordwesten van de Grote Oceaan en geïntroduceerde populaties zijn gevestigd in Zuid-Californië. Het wordt gevonden tussen rotsen en zeewier in het intergetijdengebied tot 40 meter diepte. Net als bij andere Syllids reproduceert het door epitokie. Tijdens epitokie breekt zijn lichaam in segmenten, waarvan sommige zijn aangepast voor het dragen van gameten en om te zwemmen.